# I'll Build a Stairway to Paradise
I'll Build a Stairway to Paradise is een lied van George Gershwin uit de revue George White's Scandals of 1922 van 1922 op teksten van Buddy DeSylva en Arthur Francis (pseudoniem van Ira Gershwin). "I'll Build a Stairway to Paradise" is de enige hit uit de revue en is na verloop van tijd een jazzstandard geworden. De oorspronkelijke titel was “Stairway to Paradise”. Het lied wordt ook gebruikt in de film An American in Paris uit 1951.

## Bijzonderheden
Het lied wordt aan het eind van de eerste akte gezongen met alles erop en eraan: chorus girls gekleed in zwart leer die van een grote witte dubbele trap afkomen met daarom heen palmbomen, alles in zwart-wit met daarnaast het showorkest van Paul Whiteman.
Het lied is een soort van aanklacht tegen diegenen die (tap)dansen veroordelen: als je (tap)danst heb je het gevoel dat je in het paradijs bent. Het couplet zelf is buitengewoon knap gemaakt. Het is als het ware een reis van vierentwintig maten door het hele tonale universum, van de ene naar de andere toonsoort waarvan elke toonsoort een symbolische stap omhoog is naar het paradijs tot het eindpunt, de dominant van het refrein, bereikt is door middel van octaafsprongen en blue notes. Paul Whiteman begeleidt daarbij op een manier die de New Orleans Jazz benadert.

## Kenmerken muziek
Het lied bestaat uit couplet en refrein. Het refrein heeft de opbouw A-A-B-A. Het tempo is animato in een alla breve maatsoort en het lied staat in de toonsoort C-majeur.

Het eerste gedeelte van het refrein (A):

## Vertolkers (selectie)[5]
- Louis van Dijk
- Issy van Randwyck
- De Gevleugelde Vrienden
- Pat Boone
- Sarah Vaughan
- Michael Ball
- Saint Louis Symphony Orchestra
- Alfie Boe
- George Feyer
- Michael Feinstein
- Wilhelmenia Fernandez
- Joanna MacGregor
- Nigel Ogden
- Harpers Bizarre
- Eddie Condon
- Liza Minnelli
- Rufus Wainwright
- Ann Burton
- John Musto
- Patrick Mason
- Wayne Marshall
- Joan Morris
- William Bolcom
- Jack Gibbons
- Andrew Litton
- Peter Donohoe
- Angela Brownridge
- Andrejs Osokins
- Tactus Kwartet
- Rith Nabal
- Richard Glazier
- Leonard Pennario
- François-Joël Thiollier
- Ivar Anton Waagaard
- Richard Rodney Bennett
- André Watts
- Ofra Harnoy
- Shauna Rolston
- David Lively
- Anna-Stella Schick